# Link Control Protocol
El Link Control Protocol (LCP) es el protocolo de control de enlace ofrece diferentes opciones de encapsulación para Point-to-Point Protocol (PPP). Algunas de ellas son:
- Autenticación. Permite enviar información que puede identificar al usuario. Los dos métodos para ello son PAP y CHAP.
- Compresión. Usado para incrementar el rendimiento (throughput), comprimiendo los datos o el payload antes de la transmisión. El extremo que recibe la trama la descomprime y recupera.
- Detección de Errores. Para asegurar un enlace de datos confiable.
- Multilink. Es soportado en algunos routers (cpe); permite tener separados canales de capa física y que se ven como un solo canal lógico en la capa de red. Ej. Dos canales E1 pueden aparecer como un solo canal lógico de 4Mbps.
- PPP Callback. Retorno de llamada. PPP puede ser configurado con esta característica para su uso después de que el paso de autenticación es exitoso. Después de la conexión entre un enrutador cliente y un enrutador servidor, el proceso se invierte siendo el router servidor el que inicia la conexión con el otro router.

- Datos: Q1826817